# Mistrzostwa Świata Juniorów w Saneczkarstwie 2014
29. Mistrzostwa świata juniorów w saneczkarstwie odbyły się w dniach 31 stycznia-1 lutego 2014 w austriackim Igls. Zawodnicy rywalizowali w czterech konkurencjach: jedynkach kobiet, jedynkach mężczyzn, dwójkach mężczyzn oraz w zawodach drużynowych.
Klasyfikację medalową wygrała reprezentacja Austrii, która zdobyła dwa tytuły mistrzowskie. Najwięcej medali wywalczyła reprezentacja Niemiec, która zdobyła cztery medale, w tym 1 złoty, 1 srebrny oraz dwa brązowe.

## Terminarz
| Data             | Miejscowość | Konkurencja      | Złoto                                                               | Srebro                                                                              | Brąz                                                                                   |
| ---------------- | ----------- | ---------------- | ------------------------------------------------------------------- | ----------------------------------------------------------------------------------- | -------------------------------------------------------------------------------------- |
| 31 stycznia 2014 | Igls        | Jedynki kobiet   | Andrea Vötter                                                       | Sandra Robatscher                                                                   | Julia Taubitz                                                                          |
| 31 stycznia 2014 | Igls        | Jedynki mężczyzn | Toni Gräfe                                                          | Christian Paffe                                                                     | Aleksandr Stepiczew                                                                    |
| 1 lutego 2014    | Igls        | Dwójki mężczyzn  | Austria Thomas Steu · Lorenz Koller                                 | Włochy Florian Gruber · Simon Kainzwaldner                                          | Niemcy Florian Löffler · Manuel Stiebing                                               |
| 1 lutego 2014    | Igls        | Drużynowe        | Austria Nina Prock · David Gleirscher · Thomas Steu · Lorenz Koller | Stany Zjednoczone Summer Britcher · Tucker West · Justin Krewson · Tristan Jeskanen | Rosja Lilija Burmistrowa · Aleksandr Stepiczew · Jewgienij Ewdokimow · Aleksej Groszew |

## Wyniki

### Jedynki kobiet
- Data / Początek: Piątek, 31.01.2014 roku, godz. 12:50

| Medal | Zawodniczka            | Narodowość        | 1. zjazd | 2. zjazd | Czas     | Strata |
| ----- | ---------------------- | ----------------- | -------- | -------- | -------- | ------ |
|       | Andrea Vötter          | Włochy            | 40.513   | 40.667   | 1:21.180 | -      |
|       | Sandra Robatscher      | Włochy            | 40.594   | 40.641   | 1:21.235 | +0.055 |
|       | Julia Taubitz          | Niemcy            | 40.547   | 40.765   | 1:21.312 | +0.132 |
| 4.    | Miriam Kastlunger      | Austria           | 40.574   | 40.779   | 1:21.353 | +0.173 |
| 5.    | Summer Britcher        | Stany Zjednoczone | 40.703   | 40.725   | 1:21.428 | +0.248 |
| 6.    | Lilija Burmistrowa     | Rosja             | 40.657   | 40.797   | 1:21.454 | +0.274 |
| 7.    | Jessica Tiebel         | Niemcy            | 40.723   | 40.762   | 1:21.485 | +0.305 |
| 8.    | Karolin Von Schleinitz | Niemcy            | 40.636   | 40.877   | 1:21.513 | +0.333 |
| 9.    | Jekaterina Katnikowa   | Rosja             | 40.667   | 40.875   | 1:21.542 | +0.362 |
| 10.   | Wiktoria Diemczenko    | Rosja             | 40.762   | 40.860   | 1:21.622 | +0.442 |
| ...   | ...                    | ...               | ...      | ...      | ...      | ...    |
| 36.   | Weronika Kościelniak   | Polska            | 41.773   | -        | 41.773   |        |
| 43.   | Klaudia Grzybek        | Polska            | 42.022   | -        | 42.022   |        |

### Jedynki mężczyzn
- Data / Początek: Piątek, 31.01.2014 roku, godz. 9:45

| Medal | Zawodniczka           | Narodowość        | 1. zjazd | 2. zjazd | Czas     | Strata |
| ----- | --------------------- | ----------------- | -------- | -------- | -------- | ------ |
|       | Toni Gräfe            | Niemcy            | 50.590   | 50.883   | 1:41.473 | -      |
|       | Christian Paffe       | Niemcy            | 50.543   | 50.953   | 1:41.496 | +0.023 |
|       | Aleksandr Stepiczew   | Rosja             | 50.670   | 50.967   | 1:41.637 | +0.164 |
| 4.    | David Gleirscher      | Austria           | 50.760   | 50.918   | 1:41.678 | +0.205 |
| 5.    | Riks Kristens Rozitis | Łotwa             | 50.726   | 50.968   | 1:41.694 | +0.221 |
| 6.    | Theo Gruber           | Włochy            | 50.940   | 51.098   | 1:42.038 | +0.565 |
| 7.    | Sebastian Bley        | Niemcy            | 50.931   | 51.126   | 1:42.057 | +0.584 |
| 8.    | Nico Gleirscher       | Austria           | 50.914   | 51.199   | 1:42.113 | +0.640 |
| 9.    | Tucker West           | Stany Zjednoczone | 50.993   | 51.189   | 1:42.182 | +0.709 |
| 10.   | Roman Riepiłow        | Rosja             | 51.087   | 51.169   | 1:42.256 | +0.783 |
| ...   | ...                   | ...               | ...      | ...      | ...      | ...    |
| 26.   | Wojciech Chmielewski  | Polska            | 52,170   | -        | 52,170   |        |

### Dwójki mężczyzn
- Data / Początek: Sobota, 01.02.2014 roku, godz. 10.00

| Medal | Zawodnicy                             | Narodowość        | 1. zjazd | 2. zjazd | Czas     | Strata |
| ----- | ------------------------------------- | ----------------- | -------- | -------- | -------- | ------ |
|       | Thomas Steu Lorenz Koller             | Austria           | 40.578   | 40.750   | 1:21.328 | -      |
|       | Florian Gruber Simon Kainzwaldner     | Włochy            | 40.612   | 40.945   | 1:21.557 | +0.229 |
|       | Florian Löffler Manuel Stiebing       | Niemcy            | 40.790   | 40.848   | 1:21.638 | +0.310 |
| 4.    | Nico Semmler Johannes Pfeiffer        | Niemcy            | 41.090   | 41.087   | 1:22.177 | +0.849 |
| 5.    | David Trojer Philip Knoll             | Austria           | 41.283   | 41.201   | 1:22.484 | +1.156 |
| 6.    | Kristens Putins Karlis Matuzels       | Łotwa             | 41.131   | 41.400   | 1:22.531 | +1.203 |
| 7.    | Cosmin Atodiresei Ștefan Musei        | Rumunia           | 41.184   | 41.358   | 1:22.542 | +1.214 |
| 8.    | Jewgienij Ewdokimow Aleksej Groszew   | Rosja             | 41.292   | 41.341   | 1:22.633 | +1.305 |
| 9.    | Stanisław Malcew Oleg Faschudtinow    | Rosja             | 41.345   | 41.593   | 1:22.938 | +1.610 |
| 10.   | Justin Krewson Tristan Jeskanen       | Stany Zjednoczone | 41.498   | 41.470   | 1:22.968 | +1.640 |
| ...   | ...                                   | ...               | ...      | ...      | ...      | ...    |
| 12.   | Wojciech Chmielewski Mateusz Żakowicz | Polska            | 41.790   | 41.925   | 1:23.715 | +2.387 |

### Drużynowe
- Data / Początek: Sobota, 01.02.2014 roku, godz. 12.00

| Medal | Zawodnicy                                                                   | Narodowość        | Czas     | Strata  |
| ----- | --------------------------------------------------------------------------- | ----------------- | -------- | ------- |
|       | Nina Prock/David Gleirscher/Thomas Steu/Lorenz Koller                       | Austria           | 2:14.133 | -       |
|       | Summer Britcher/Tucker West/Justin Krewson/Tristan Jeskanen                 | Stany Zjednoczone | 2:14.162 | +0.029  |
|       | Lilija Burmistrowa/Aleksandr Stepiczew/Jewgienij Ewdokimow/Aleksej Groszew  | Rosja             | 2:15.012 | +0.879  |
| 4.    | Ulla Zirne/Riks Rozitis/Kristens Putins/Karlis Matuzels                     | Łotwa             | 2:15.193 | +1.060  |
| 5.    | Julia Taubitz/Toni Gräfe/Florian Löffler/Manuel Stiebing                    | Niemcy            | 2:15.354 | +1.221  |
| 6.    | Jasmin Welscher/Theo Gruber/Florian Gruber/Simon Kainzwaldner               | Włochy            | 2:17.008 | +2.875  |
| 7.    | Katarína Šimoňáková/Lubomir Kordek/Jakub Šimoňák/Patrik Tomasko             | Słowacja          | 2:17.256 | +3.123  |
| 8.    | Elena Postoaca/Daniel Popa/Cosmin Atodiresei/Ștefan Musei                   | Rumunia           | 2:17.369 | +3.236  |
| 9.    | Weronika Kościelniak/Kacper Tarnawski/Wojciech Chmielewski/Mateusz Żakowicz | Polska            | 2:18.650 | +4.517  |
| 10.   | Ołena Stećkiw/Anton Dukacz/Roman Radczenkow/Igor Lehedza                    | Ukraina           | 2:24.355 | +10.222 |

## Klasyfikacja medalowa
| Miejsce | Państwo           |   |   |   | Razem |
| ------- | ----------------- | - | - | - | ----- |
| 1.      | Austria           | 2 | 0 | 0 | 2     |
| 2.      | Włochy            | 1 | 2 | 0 | 3     |
| 3.      | Niemcy            | 1 | 1 | 2 | 4     |
| 4.      | Stany Zjednoczone | 0 | 1 | 0 | 1     |
| 5.      | Rosja             | 0 | 0 | 2 | 2     |